# 大垣市情報工房
大垣市情報工房（おおがきしじょうほうこうぼう）は岐阜県大垣市にある公共施設（産業系施設）。
先端情報産業団地ソフトピアジャパン区域内にある。
建物の一部は岐阜県の施設のソフトピアジャパン・アネックス（情報関連企業等のためオフィススペース）となっており、合わせて「大垣市情報工房／ソフトピアジャパン・アネックス」とも表記される。

## 概要
- 1998年（平成10年）2月10日開館[1]。地上5階（地下1階）。ソフトピアジャパンのセンタービル（本館）に隣接している。
- 大垣市のIT戦略における拠点施設である。情報受発信拠点として大垣市役所、小・中学校などの公共施設を接続するイントラネットの形成。人材育成拠点としてITを体験・学習できる施設を通じての人材育成事業を行う。
- ICT、パソコン研修などを行っている。
- 交流サロンが設置されており、市民がICT機器の体験、パソコン、インターネットの利用、大量印刷、大判印刷、非接触スキャナ、レーザー加工機、3Dプリントの利用が可能である。
- 建物のうち、大垣市の施設は1・2・5階である。3・4階は岐阜県の施設のソフトピアジャパン・アネックスである。
- 1階には大垣市役所の出先機関の東部サービスセンター、及びエフエム岐阜が入居する。

## 施設
ここでは大垣市の施設（1・2・5階）のみ記述する。
5階
- スインクホール
- セミナー室

2階
- 研修室
- 多目的研修室
- 会議室（4か所）

1階
- 情報工房ギャラリー
- 創作コーナー

## 所在地
- 岐阜県大垣市小野4丁目35番地10[2]

## 開館時間
- 9時～21時30分
  - 休館日は月曜日（月曜日が休日の場合開館）、祝日の翌日（祝日が土・日・月曜日の場合は次の火曜日）、年末年始（12月29日から1月3日）。

※施設内にある東部サービスセンターの開館時間は8時30分～17時15分。休館日は月曜日（月曜日が休日の場合開館）及び年末年始（12月29日から1月3日）であり、異なる。

## 交通アクセス

### 自動車
- 国道21号（岐大バイパス）和合ICより岐阜県道50号大垣環状線を南下。「ソフトピアジャパン東」交差点から西進。

### 公共交通機関
- 樽見鉄道東大垣駅下車、徒歩約18分。
- 名阪近鉄バス「大垣市情報工房」バス停より徒歩すぐ
  - 大垣駅（大垣駅前バスのりば）よりソフトピア線（三城循環） 「東町・波須」行き。

## 周辺
- 大垣市総合体育館
- 東大垣駅
- イオンタウン大垣
- 国道21号（岐大バイパス）和合IC
- 大垣市立小野小学校
- 三城公園